# Батальйон поліції «Київщина»
Батальйон поліції «Київщина» — батальйон патрульної служби поліції особливого призначення, створений у квітні 2014 року в структурі Головного управління МВС України у Київській області. Командир батальйону — полковник міліції Юрій Покиньборода. У липні 2015 року батальйон увійшов до складу полку «Миротворець».

## Створення
Порушення конституційного ладу та громадського правопорядку на Сході Україні після Революції гідності спонукали керівництво МВС України ухвалити рішення про створення 30 додаткових підрозділів патрульної служби міліції особливого призначення. В Києві був сформований батальйон «Київ-1», а потім і «Київ-2»; в Київській області — батальйони «Київщина», «Азов», «Миротворець». Штат батальйону був визначений у 200 осіб; формування проводили за рахунок добровольців віком від 19 до 45 років, — військовослужбовців Збройних сил України звільнених в запас, а також колишніх працівників міліції. Було подано близько 400 заяв; після відбору до лав спецпідрозділу були прийняті перші 143 особи, які, за даними заступника командира батальйону капітана міліції Юрія Оруджова, представляли майже усі регіони України. Більшість мала за плечима строкову службу в армії або ж раніше працювали у міліції, та брали активну участь у Революції гідності. Новобранці пройшли прискорений (50 годин замість 4 місяців) курс підготовки на базі Київського училища професійної підготовки працівників міліції при ГУ МВС України в Київській області у селі Хотянівка, Київської області. 19 травня близько 90 міліціонерів склали присягу. Влітку продовжувалася підготовка поповнення для батальйону; до його складу також вступили дві жінки.

## Спорядження
Благодійний фонд «Розвитку та захисту Київщини» передав батальйону 200 комплектів спеціальної форми одягу. Після атестації та одержання службових посвідчень працівників міліції, особовому складу батальйону видали штатну легку стрілецьку зброю. Восени 2014 року добровольчі батальйони МВС додатково отримали від Міністерства оборони України важке озброєння. Серед нього знаходилися крупнокаліберні кулемети Дегтярьова-Шпагіна калібру 12,7 мм зразка 1938 року, випущені в 1950–1970 роки, автоматичні гранатомети, одноразові протитанкові ручні гранатомети тощо. Вже в зоні АТО батальйону була надана бронетехніка.

## Діяльність
Починаючи із середини травня, батальйон одним з перших серед новостворених спецпідрозділів МВС приступив до охорони громадського порядку на сході України у Луганській та Донецькій областях. Спецпризначенці «Київщини» несли охорону стратегічних об'єктів, патрулювали вулиці міст, несли службу на блокпостах, супроводжували колони з вантажами, брали участь у спецопераціях. За словами комбата Юрія Покиньбороди: «Зона АТО ділиться на три умовні лінії: червону, жовту, зелену. Червона — передова, найважче й найнебезпечніше місце, на жовтій — трохи менше небезпеки, зелена — тил.» Обласний батальйон патрульної служби міліції особливого призначення «Київщина» протягом одинадцяти місяців виконував задання на найнебезпечнішій, червоній лінії, — передовій АТО.

Після тримісячного перебування в зоні АТО особовий склад частково був відведений в Київську область для короткого відпочинку, де був доукомплектований та доозброєний. Вже 3 вересня додаткові спецзагони «Київщини» знову почали відбувати на схід Україні. 12 вересня комбат по телефону розповів про останні на той час новини:

## Шефська допомога
Перед першим відрядженням спецпризначенців у зону АТО мешканці Київщини за власні кошти придбали для бійців, які мали лише форму та зброю, бронежилети та кевларові шоломи. Відтоді активісти-волонтери, часто-густо ризикуючи власним життям, продовжують доставляти бійцям в зону АТО все, що їм там необхідне для виконання своїх обов'язків. Підтримують батальйон і Київська облдержадміністрація та керівництво міліції Київщини. Навіть діти Київщини опікуються бійцями: одні посилають свої малюнки, а вихованці дитячого будинку «Отчий дім» вирішили передати на потреби батальйону свій мікроавтобус, всередині якого вони залишили: «відбитки власних рученят фарбами різних кольорів і побажання для солдатів.» Починання підтримали депутати Київської обласної ради, які придбали для батальйону два КамАЗи. Надання шефської та благодійної допомоги координують фонди «Розвиток і захист Київщини», «Надійний тил» і ГО «Варта та захист». У свою відповідь, комбат Покиньборода запевнив громаду Київщини, що спецпризначенці «знають за що і за кого воюють! Адже, за нами — Україна!».

## Втрати
- Шеремет Руслан Сергійович з позивним «Світлячок», молодший сержант міліції, загинув 6 жовтня 2014 року.